# دهستان منج
منج، دهستانی از توابع بخش منج شهرستان لردگان در استان چهارمحال و بختیاری است.

## جمعیت
براساس سرشماری سال ۱۳۸۵ جمعیت آن ۹٬۲۰۸ نفر (۱٬۷۷۱ خانوار) بوده‌است.